# David Johnson (australijski lekkoatleta)
David Johnson (ur. 8 grudnia 1931 w Marrickville) – australijski lekkoatleta, sprinter, dwukrotny medalista igrzysk Imperium Brytyjskiego w 1950.
Zdobył złoty medal w sztafecie 4 × 110 jardów, która biegła w składzie: Scotchy Gordon,  Johnson, John Treloar i Bill de Gruchy, a także srebrny medal w biegu na 220 jardów, za Treloarem, a przed Donem Jowettem z Nowej Zelandii na igrzyskach Imperium Brytyjskiego w 1950 w Auckland. Startował na tych igrzyskach również w biegu na 100 jardów, ale odpadł w eliminacjach.
Jego rekord życiowy w biegu na 200 metrów wynosił 21,4 s (ustanowiony 25 lutego 1950 w Sydney). 
Kariera sportowa Johnsona została przerwana w 1950, kiedy zdiagnozowano u niego chorobę 
Heinego-Medina. Pracował później w Sydney w branży handlu i marketingu, a w 2002 przeniósł się do Gold Coast.